# ABA Games
 (juillet 2019).
Si vous disposez d'ouvrages ou d'articles de référence ou si vous connaissez des sites web de qualité traitant du thème abordé ici, merci de compléter l'article en donnant les références utiles à sa vérifiabilité et en les liant à la section « Notes et références ».
ABA Games (alias Kenta Cho) est un développeur de jeux vidéo gratuits[Depuis quand ?].

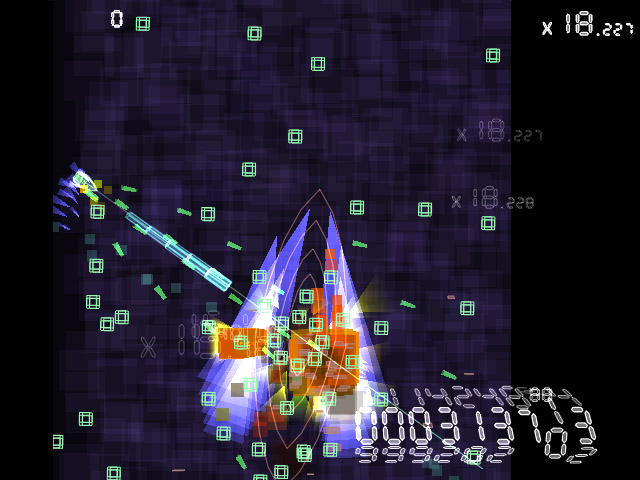

Les jeux d'ABA Games sont en anglais, même si l'auteur est japonais. Ils ont comme point commun un principe simple, souvent original, qui part la plupart du temps d'un concept mis en œuvre dans les jeux d'arcade, un graphisme abstrait, de la musique techno, et une vitesse extrêmement rapide.
Les jeux d'ABA Games sont compilés pour Windows mais sont fournis avec leurs sources, si bien que Evil Mr Henry Software propose des versions compilées pour Linux. Ces jeux sont réalisés avec le langage D dont le compilateur n'est disponible compilé que pour Linux et Windows, ce qui explique la difficulté de fournir des compilations pour certaines plates-formes.
ABA Games a également développé des jeux sous la forme d'applets Java et sous quelques autres formes, même si les plus connus sont ceux présentés sous la forme d'applications.
Cependant, de nombreux jeux d'ABA Games sont portés régulièrement vers Mac OS X, la Dreamcast et même plus récemment la GP32, ce dont se félicite Kenta Cho.

## Jeux
- Gunroar
- Mu-cade
- Torus Trooper
- Tumiki Fighters
- Parsec47
- A7Xpg
- rRootage
- Noiz2sa
- Wok
- Galactica Proxy (ce n'est pas vraiment un jeu, plutôt un gadget)
- Masashikun Hi!